# ICH8

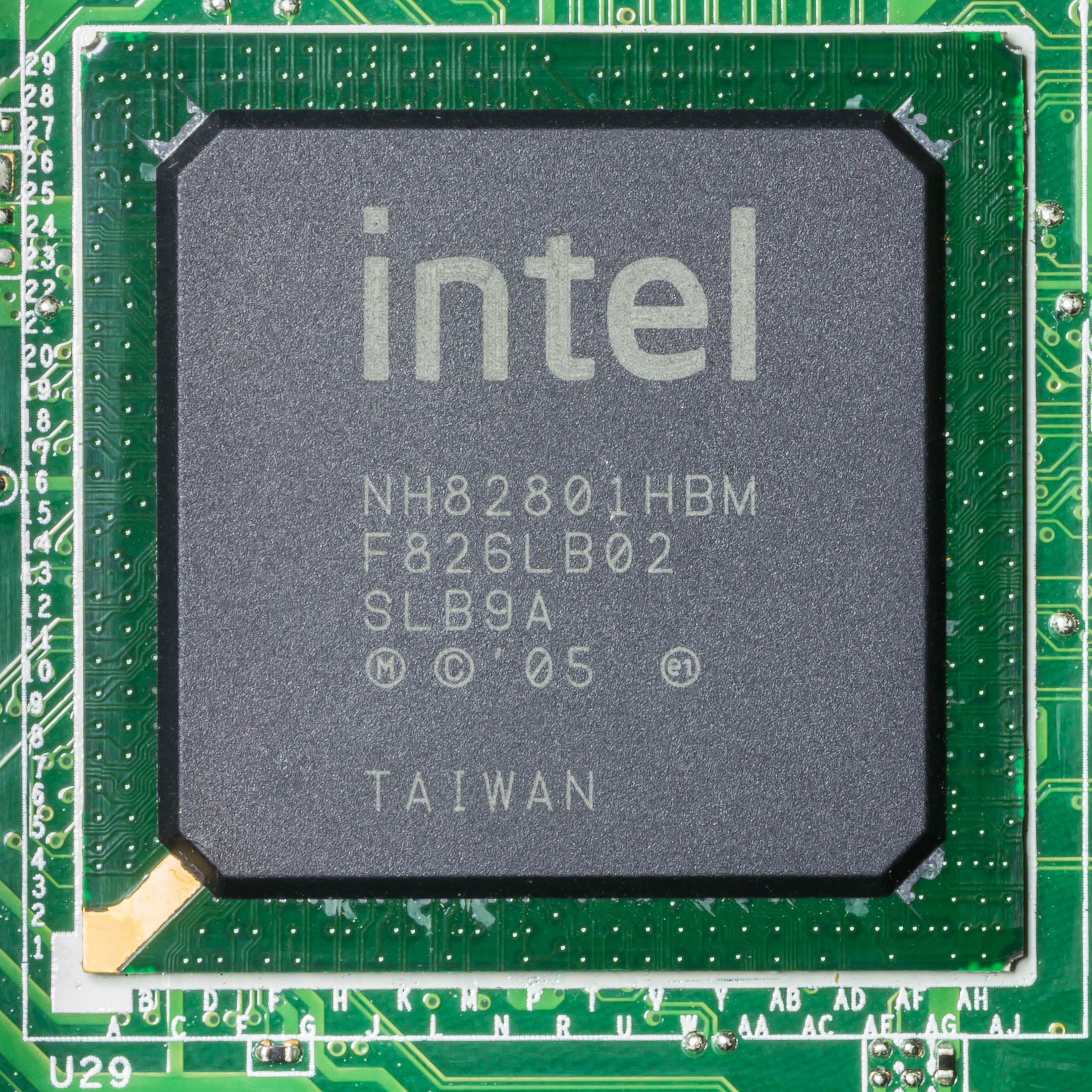
Intel NH82801HBM - ICH8 Base Mobile

L'ICH8 è il southbridge introdotto da Intel insieme al chipset i965 Broadwater a metà 2006, come evoluzione del precedente ICH7 che era abbinato all'i945 e all'i955. Nel 2007 è stato abbinato anche al chipset mobile Crestline alla base delle piattaforme Centrino Pro e Centrino Duo Santa Rosa.

## Caratteristiche tecniche

### Processo produttivo
L'ICH8 è prodotto nel tradizionale package Ball Grid Array 652 usato anche per il modello precedente.
Come il predecessore, anche l'ICH8 consente ai produttori di schede madri di integrare fino a 8 porte USB 2.0 e il supporto allo standard PATA è limitato ad un unico canale di tipo UltraATA 100 con supporto RAID alle modalità "0", "1", "5", "10" e Intel Matrix. Dal punto di vista dell'interfaccia SATA invece, il nuovo southbridge supporta lo standard SATA 2.5 che prevede fino a 6 porte di tipo SATA-300 e la presenza delle nuove soluzioni esterne eSATA.
La comunicazione tra Northbridge e southbridge è ancora la cosiddetta Direct Media Interface basata sul bus PCI Express, ma è raddoppiata, passando da 1 GB/s a ben 2 GB/s.
Le versioni disponibili sono le seguenti:
- ICH8 - versione "base"
- ICH8-R - supporto RAID
- ICH8-DH

## Il successore
Il successore di ICH8 è, banalmente, l'ICH9 presentato a metà 2007 abbinato al chipset Bearlake, successore dell'i965 Broadwater.